# 七釜 (徳島市)
七釜（なながま）は、徳島県徳島市内、二級河川・勝浦川の無名支流にかかる滝。

## 地理
釜は直径4メートルほどの半球状態に浸食された滝壺で落差が2～5メートル程の小さな滝で段々になって落ち、15メートルほどの高さに5つの滝壺がある。
昔は7つの滝壺があったことから七釜という名がつけられた。滝のまわりは公園と遊歩道で整備されており、そこから滝を眺めることができる。
徳島市飯谷町には七釜の他に同じ勝浦川支流に鳴滝もかかる。

## 交通
- JR徳島駅前より徳島バス勝浦線「下沖野」下車より徒歩約10分。
- 国道55号「勝浦橋」より4.3km、車で約8分。